# Djavan
Djavan Caetano Viana (Maceió, 27 de janeiro de 1949) é um cantor, compositor, arranjador, produtor musical, empresário, violonista e ex-futebolista brasileiro. Aclamado pela crítica e músicos, principalmente por sua  criatividade, Djavan é conhecido por sua versatilidade musical, mesclando inúmeros estilos, entre eles o jazz, o blues, o samba e a música flamenca, com grande influência da MPB.
Dentre suas canções mais conhecidas, destacam-se: "Sina", "Flor de Lis", "Lilás", "Pétala", "Se", "Nem um dia", "Serrado", "Eu Te Devoro", "Oceano", "Açaí", "Samurai" e "Meu bem querer". 
Tornou-se um dos artistas brasileiros mais importantes de todos os tempos, lançando um hit atrás do outro, em seus quase 30 discos de carreira.

## Biografia

### 1949-1974: O início
Djavan é filho de uma mãe negra chamada Virginia e de um pai branco de origem neerlandesa que era caixeiro-viajante e foi embora quando ele tinha apenas 3 anos. Sua mãe, lavadeira, entoava canções de Angela Maria, Dalva de Oliveira e Orlando Silva.
Djavan por pouco não se tornou um jogador de futebol. Entre os 11 e 12 anos, dividia seu tempo e sua paixão entre o jogo de bola nas várzeas de Maceió e o equipamento de som quadrafônico da casa de Dr. Ismar Gatto, pai de um amigo de escola. Da primeira paixão, despontava como meio-campo no time juvenil do CSA (Maceió), onde poderia ter feito até carreira profissional. Djavan começou a tocar violão aos 16 anos e, aos 18, integrou o grupo vocal Luz, Som, Dimensão, com o qual se apresentava em clubes, praças, igrejas e palanques, interpretando músicas dos Beatles. Aos 23 anos, chega ao Rio de Janeiro para tentar a sorte no mercado musical. Trabalhou como crooner de boates famosas como a Number One e 706. Com a ajuda de Edson Mauro, radialista e conterrâneo da Rádio Globo, conhece João Araújo, presidente da Som Livre, que o leva para a TV Globo. Passa a cantar trilhas sonoras de novelas, para as quais grava canções de compositores consagrados como "Alegre Menina" (Dori Caymmi, com letra de Jorge Amado), da novela Gabriela, "Qual é" (Marcos Valle e Paulo Sérgio Valle), da novela Os Ossos do Barão, e "Calmaria e Vendaval" (Toquinho e Vinícius de Moraes).

### 1975-1976: "Fato Consumado", o abre-alas
Em três anos, nas horas vagas do microfone, compõe mais de 60 canções, de variados gêneros; com uma delas, "Fato Consumado", tira segundo lugar no Festival Abertura de 1975, idealizado pela Rede Globo, passa a ganhar reconhecimento e chega ao estúdio da Som Livre. Lá grava o seu primeiro disco, que contou com a produção de Aloysio de Oliveira, mítico produtor de Carmen Miranda e Tom Jobim. "A voz, o violão, a música de Djavan" de 1976 é um disco de samba sacudido, sincopado e diferente de tudo que se fazia na época. Visto hoje, este trabalho não marca apenas a estreia de Djavan. Torna-o figura incontornável na história da música brasileira. O seu primeiro álbum trouxe o "carro-chefe": "Flor de Lis" que se torna um grande hit nas rádios. Além do sucesso ''Fato Consumado", o álbum mostra outras composições que ganharam reconhecimento entre críticos e fãs como: "Maria das Mercedes", "Embola Bola" e "Para-Raio".

### 1977-1979: "Cara de Índio"

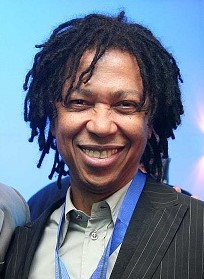
Djavan agraciado com a Medalha da República

Depois de algum tempo fez shows solo durante três meses para a boate 706, e posteriormente sairia da Som Livre integrando-se à Odeon Records (EMI-Odeon). Djavan grava seu segundo disco, de título Djavan, lançado em 1978, que posteriormente receberia o subtítulo de "Cara de Índio" (nome da primeira faixa do álbum). Empolgada com seu novo artista, a EMI-Odeon investe pesado no álbum. Com uma orquestra dos melhores músicos da praça de 1978, Djavan, marcado pela descoberta das grandes canções de amor e desamor, consagra-o como um compositor completo.
Além de "Cara de Índio" que retrata a cultura e a visão social dos índios brasileiros, o álbum possui a canção "Álibi" que na mesma época seria gravada por Maria Bethânia, tornando-se um enorme sucesso no país, que foi a faixa-título do álbum de maior sucesso da cantora, Álibi (que foi o primeiro álbum de uma intérprete feminina na história da música brasileira cuja venda ultrapassou 1 milhão de cópias. Outras canções do mesmo álbum também seriam regravadas: "Dupla Traição", por Nana Caymmi, e "Samba Dobrado", por Elis Regina no Montreux Jazz Festival. Djavan também grava um videoclipe da canção "Serrado" para o programa Fantástico da Rede Globo e, mesmo não estando mais na Som Livre, torna-a em mais um sucesso do artista. Dentre outras canções importantes do álbum está "Nereci", constando em várias coletâneas internacionais, sendo classificada na maioria como uma "canção dançante".

### 1980: "Meu Bem Querer"
Dois anos depois, em 1980, Djavan lança o álbum Alumbramento e mostra que, além de completo, dialoga bem com seus pares. O disco inaugura parcerias com Aldir Blanc, Cacaso (em "Triste Baía de Guanabara") e Chico Buarque (em "A Rosa"), agora definitivamente colegas de primeiro time da MPB. A esta altura, talento reconhecido por crítica e público, Djavan vê algumas de suas canções ganharem outras vozes: Maria Bethânia grava "Álibi"; Roberto Carlos grava "A Ilha"; Gal Costa grava "Açaí" e "Faltando um Pedaço"; e Caetano Veloso, retribuindo a homenagem do verbo "caetanear", substitui-o por "djavanear" em sua versão de "Sina". A canção "Meu Bem Querer" foi trilha sonora de três telenovelas da Rede Globo: Coração Alado, como tema da personagem Vívian, interpretada por Vera Fischer; A Indomada, na versão original; e ainda foi tema de abertura da novela Meu Bem Querer, em nova versão. A canção se tornou um dos maiores sucessos da carreira do cantor.

### 1981: "Seduzir"
Em 1981 e 1982, Djavan leva o prêmio de melhor compositor pela Associação Paulista dos Críticos de Arte. O ciclo vitorioso de lançamentos pela EMI-Odeon encerra-se em 1981, com o álbum Seduzir. Um disco de afirmação, como o próprio Djavan escreveria em seu encarte: "O pouco que aprendi está aqui. Pleno. Dos pés à cabeça". Depois de uma viagem de Djavan à cidade de Luanda na Angola, acompanhado de Marieta Severo, Chico Buarque, Zezé Motta, Gonzaguinha, Paulinho Nogueira e Walter Franco surgem as primeiras canções a falar da África e o início das turnês pelo Brasil, guiadas pela produtora Monique Gardenberg e o diretor Paulinho Albuquerque. O álbum Seduzir foi avaliado pela Allmusic com nota máxima, onde o crítico Alex Henderson compara as composições e estilo musical de Djavan aos do Beatles e Stevie Wonder, além de citar como significantes faixas musicais como "Seduzir", "Morena de Endoidecer", "Jogral" e "Faltando um Pedaço". Outra herança do Seduzir foi a primeira banda própria, de nome "Sururu de Capote", composta por Luiz Avellar no piano, Sizão Machado no baixo, Téo Lima na bateria e Zé Nogueira nos sopros.

### 1982-1983: "Luz" e o reconhecimento internacional
Em 1982, "Flor de Lis", hit instantâneo do disco inaugural, tornou-se o primeiro sucesso de Djavan no disputado mercado norte-americano, na voz da diva Carmen McRae, com o título de "Upside Down". Chega o convite da gravadora CBS, futura Sony Music, e Djavan embarca para Los Angeles para gravar, sob a produção de Ronnie Foster, um dos principais nomes da música soul norte-americana, o disco Luz, que tem a participação de Stevie Wonder na canção "Samurai", além de outros grandes sucessos que se eternizariam como "Sina", "Pétala", "Açaí" e "Capim". O trabalho resulta em uma mescla da musicalidade brasileira típica de se exportar com a influência jazzy americana.
Em 1983 participou do hit "Superfantástico" do grupo infantil de grande sucesso, Turma do Balão Mágico.

### 1984-1990: "Lilás", "Meu Lado", "Não é Azul, Mas é Mar" e "Oceano"

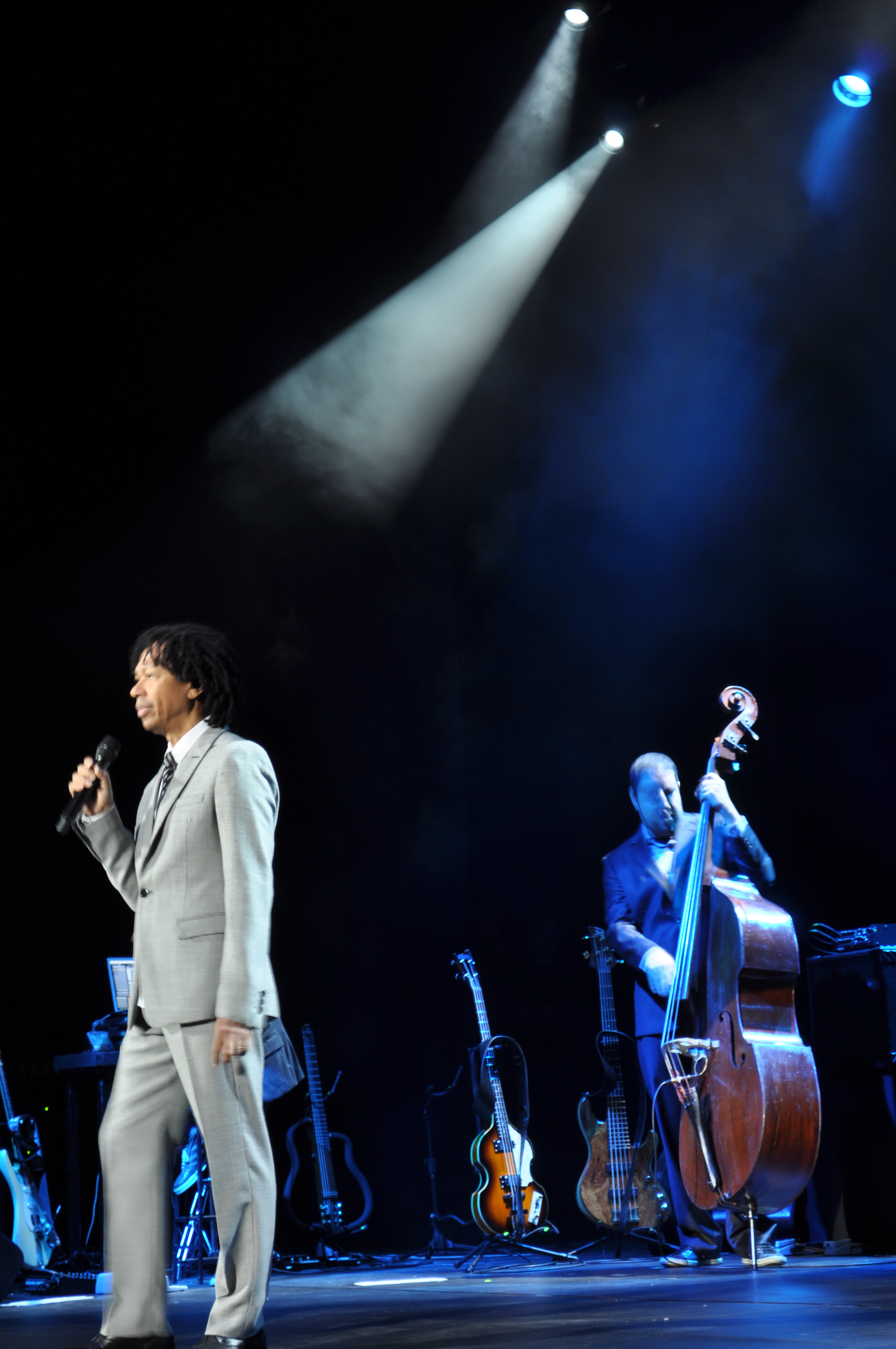
Djavan durante um show em 2009

Em 1984, em Los Angeles, Djavan grava ainda um segundo disco do Lilás, com a faixa-título de mesmo nome, que foi executada mais de 1300 vezes nas rádios brasileiras em seu dia de estreia. O álbum ainda produz outro grande sucesso para as rádios: "Esquinas".
Seguem-se dois anos de viagens em turnê pelo mundo. Ainda nesta época, Djavan se dedica a carreira de ator, no filme Para Viver um Grande Amor (1983), de Miguel Faria Jr. no qual Djavan interpreta um mendigo apaixonado que se encanta pela moça rica, interpretada por Patrícia Pillar.
Por volta dos anos de 1983-1984 havia rumores de um caso extraconjugal, em que Djavan teria se envolvido com a atriz Glória Pires, este fato foi desmentido pelo próprio cantor em uma entrevista à revista Playboy, tendo afirmado para a revista "(Glória Pires) Tinha esse encantamento por mim...Mas não chegamos a namorar, não." Na mesma publicação, Djavan afirmou que a sua relação extraconjugal envolveu a atriz Patricia Pillar, com a qual se relacionou por onze meses, tendo-se iniciado nas gravações do filme Para Viver um Grande Amor, onde contracenaram, Djavan separou-se de Aparecida, sua mulher, mas não manteve mais contato com Patrícia.
Em 1985, é lançada uma compilação do repertório dos álbuns Luz e Lilás nos Estados Unidos.
Em 1986, volta a gravar no Brasil. Meu lado, além do retorno, é também um recomeço. Uma volta ao samba, já com estilo musical identificado pelo público, mas também um passeio por baiões, canções e baladas. Este é o Djavan em dez anos de carreira: explorador do som, das palavras, das imagens inusitadas, da variedade rítmica, das brincadeiras com andamentos, melodias fora dos padrões e riqueza harmônica. Presente em outras canções, a ancestralidade africana está impressa em Meu lado, com a "Hino da Juventude Negra da África do Sul" e com ainda maior vigor em "Soweto", sua primeira canção efetivamente de protesto, música que abre com Não é azul, mas é mar (1987), gravado novamente em Los Angeles e lançado como Bird of Paradise, com canções em inglês de Djavan: "Stephe's Kingdom" (com participação de Stevie Wonder), "Bird of Paradise" e "Miss Sussana".
O disco seguinte, Djavan (1989), é lembrado como "aquele de 'Oceano'", o clássico, uma daquelas raras canções perfeitas em forma, conteúdo, música e letra. A faixa-título, inclusa na trilha sonora da novela Top Model, torna-se um dos maiores sucessos do compositor. O álbum produz ainda outros sucessos como "Cigano", "Avião" e "Mal de Mim", esta inclusa na minissérie da TV Globo O Sorriso do Lagarto. Assim como Bird of Paradise, Oceano também é lançado no exterior em 1990, com o título de Puzzle of Hearts, contendo versões em inglês para as faixas "Avião" ("Being Cool"), "Oceano" ("Puzzle of Hearts") e "Curumim" ("Amazon Farewell").

### Anos 1990: diversificação de estilos em "Coisa de Acender", "Novena", "Malásia" e "Bicho Solto"
Djavan inicia os anos 90 com o aclamado álbum Coisa de Acender. Lançado em 1992, é um dos álbuns mais criativos e diversificados do cantor, onde se pode notar uma grande influência de estilos como jazz, soul, blues e funk norte-americano, aliados ao estilo inconfundível de suas composições. Merecem destaque as faixas "Linha do Equador" (parceria de Djavan e Caetano Veloso), "Se", "Boa Noite", "Alivio", "Outono" e "A Rota do Indivíduo", uma balada densa e introspectiva, de melodia complexa e muito elaborada. Na fusão de ritmos e harmonias inovadoras de "Coisa de Acender", voltam as parcerias, entre elas, com a filha Flávia Virginia, no vocal em várias faixas.
Aos 45 anos de vida e 20 de carreira, em 1994, Djavan lança Novena, obra que marca sua maturidade. Inteiramente composto, produzido e arranjado por ele, o disco consolida o trabalho com sua banda, composta então por Paulo Calazans no teclado, Marcelo Mariano ou Arthur Maia no baixo, Carlos Bala na bateria e Marcelo Martins nos sopros.
Com Malásia (1996), a banda se expande e ganha a participação do naipe de metais: Marçalzinho na percussão, Walmir Gil no trompete e François Lima no trombone. O álbum traz raras três faixas de outros compositores: "Coração Leviano", de Paulinho da Viola; "Sorri", versão de Braguinha para "Smile", de Chaplin; e "Correnteza", de Tom Jobim e Luiz Bonfá. No disco, Djavan está reflexivo e melódico. Duas canções deste álbum, "Correnteza" e "Nem Um Dia", fizeram parte respectivamente das trilhas sonoras das novelas de grande sucesso O Rei do Gado e Por Amor. O álbum Bicho Solto (1998), dois anos depois, já traz o artista festivo e dançante, incendiando pistas ao ritmo do funk.
Ambos os trabalhos comemoram os 20 anos de carreira, o primeiro com seu estilo pessoal, o segundo com o rejuvenescimento do artista. Entre as parcerias, a entrada definitiva do guitarrista Max Viana, seu filho, na banda. A marca de 2 milhões de cópias vendidas fica a cargo do disco duplo Ao Vivo (1999). Primeiro gravado fora dos estúdios, o disco traz quase uma antologia de sua obra, com 24 faixas e 22 grandes sucessos. O lançamento leva Djavan a três anos de turnê.

### Anos 2000: "Milagreiro", "Vaidade", "Na Pista, etc." e "Matizes"
A canção "Acelerou" foi escolhida a melhor canção brasileira de 2000 no Grammy Latino. No ano 2000, Djavan recebeu os Prêmios Multishow de melhor cantor, melhor show e melhor CD. Milagreiro, de 2001, é uma dupla volta para casa. O primeiro gravado integralmente em seu estúdio caseiro, com a ajuda dos filhos Max, João Viana e Flávia Virginia, e um retorno à casa original, Alagoas, com a onipresente temática nordestina. Em 2004, o músico comemora independência total, com a criação de sua própria gravadora, a Luanda Records, que viria a lançar seus dois discos seguintes, Vaidade (2004) e Na Pista, etc. (2005), um disco de suas canções regravadas para dançar, contando com arranjos eletrônicos e Matizes (2007). É o surgimento do empresário Djavan Caetano Viana.

### Anos 2010: "Ária", "Rua dos Amores" e "Vidas pra Contar"

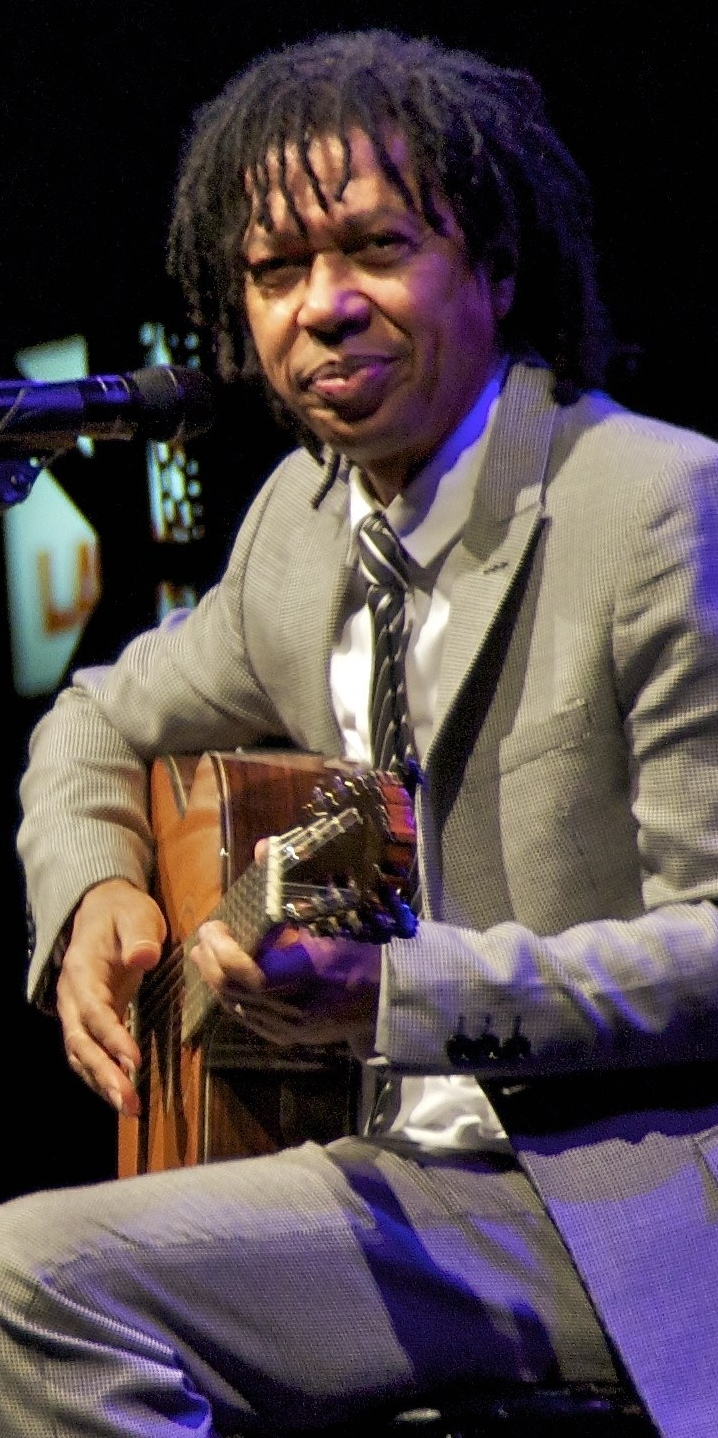
Djavan durante um show em 2011

Em 2010, Ária é o primeiro álbum em que Djavan exerce exclusivamente a arte de interpretar canções de outros compositores. Sempre rigoroso na condução de sua carreira, ele aguardou o auge da maturidade vocal para se debruçar sobre um repertório escolhido entre a sua memória afetiva e suas antenas sempre ligadas para o que é musical e interessante.
Em 2012 lança o álbum Rua dos Amores. Após quatro anos sem deliberadamente compor nada – além do intenso envolvimento com Ária – Djavan nos presenteia com este novo disco. Passeando pelos ritmos e sonoridades brasileiras como quem atravessa a rua onde nasceu, cresceu e se criou, o autor assina letras e melodias das 13 novas canções, faz todos os arranjos e é o produtor do CD. Rua dos Amores é um disco de canções de amor, ponto. E com canções as mais diversas possíveis, na forma e no conteúdo. Ouvi-las é passear por essa diversidade, sem perda de um estilo único jamais. A música "Vive", em parceria com Maria Bethânia, é tema da novela Salve Jorge.
No ano de 2014 é lançado o CD e DVD Rua dos Amores Ao Vivo. Nestes estão presentes sucessos do cantor, além da música inédita "Maledeto".
Em 2015 Djavan recebe um Grammy Latino pelo conjunto da obra. Em 2016, foi indicado ao "Grammy Latino de Gravação do Ano" e ao "Grammy Latino de Melhor Canção em Língua Portuguesa" por sua canção "Vidas Pra Contar"; o álbum da faixa homônima, também foi indicado ao Grammy Latino de Álbum do Ano e ao Grammy Latino de Melhor Álbum Cantador.
Em 2018, ganhou um álbum tributo em ritmo de reggae intitulado Jah-Van – Djavan goes Jamaica produzido por BiD e Fernando Nunes. No mesmo ano, seu álbum Vesúvio foi eleito o 35º melhor disco brasileiro de 2018 pela revista Rolling Stone Brasil.

## Vida pessoal

### Ancestralidade
Em 2007, submeteu-se a um teste de DNA para verificar sua ancestralidade, os resultados do teste de Djavan — ancestral materna africana e paterna europeia revelam um padrão da população brasileira, que nasceu da mistura dos colonizadores portugueses com as índias nativas e com as africanas trazidas como escravas.
O teste que examinou a ancestralidade materna do cantor revelou um conjunto de sequências genéticas (haplogrupo) que é predominantemente encontrado na África Ocidental e atinge frequências máximas (17%) no Senegal.
O exame que rastreou a linhagem paterna identificou um haplogrupo "tipicamente europeu e mais característico dos países do norte."

## Discografia
- 1976 — A Voz, o Violão, a Música de Djavan
- 1978 — Djavan
- 1980 — Alumbramento[26]
- 1981 — Seduzir[27]
- 1982 — Luz
- 1984 — Lilás
- 1986 — Meu Lado
- 1987 — Não É Azul, mas É Mar
- 1988 — Bird of Paradise (com versões em inglês de canções de Não É Azul e mas É Mar)
- 1989 — Djavan (conhecido também como Oceano)
- 1990 — Puzzle of Hearts (com versões em inglês de canções de Djavan)
- 1991 — Flor de Lis (lançamento no exterior de A Voz, O Violão, a Música de Djavan)
- 1992 — Coisa de Acender
- 1994 — Esquinas (versões em espanhol de alguns de seus maiores sucessos)
- 1994 — Novena
- 1996 — Malásia
- 1998 — Bicho Solto
- 1999 — Djavan Ao Vivo
- 2001 — Milagreiro
- 2004 — Vaidade
- 2005 — Na Pista, etc.
- 2007 — Matizes
- 2010 — Ária
- 2011 — Ária Ao Vivo
- 2012 — Rua Dos Amores
- 2014 — Rua dos Amores ao Vivo
- 2015 — Vidas Pra Contar
- 2018 — Vesúvio
- 2022 — D
- 2024 — Origem